# One More Chance (canção de will.i.am)
"One More Chance" (em português:  Mais Uma Chance) é uma canção de hip-hop composta pelo cantor, rapper e produtor norte-americano will.i.am. Ela foi lançada como sendo o segundo single do terceiro álbum de estúdio de will.i.am, Songs About Girls (2007). A canção foi co-composta e produzida por Fernando Garibay.

## Performance nas paradas

### Posições
| Top (2007)                 | Melhor posição |
| -------------------------- | -------------- |
| Portugal - Top 50 Nacional | 36             |